# Belgische Gouden Schoen 1958
De verkiezing van de Belgische Gouden Schoen 1958 werd in 1959 gehouden. Roland Storme won de trofee voor de eerste keer.

## De prijsuitreiking
In 1958 was het Belgisch voetbal op heel wat vlakken veranderd. Zo was er bij de nationale ploeg niet langer een selectiecommissie, maar wel een selectieheer. Constant Vanden Stock selecteerde voortaan de spelers van de nationale ploeg en hij liet de 24-jarige verdediger Roland Storme debuteren.
Storme, die bij AA Gent speelde, sleepte begin 1959 ook verrassend de Belgische Gouden Schoen in de wacht. Hij bleef in de einduitslag de spectaculaire doelman André Vanderstappen voor.

## Top 5
| Nr. | Land            | Naam                | Club(s)           | Punten |
| --- | --------------- | ------------------- | ----------------- | ------ |
| 1.  | Vlag van België | Roland Storme       | AA Gent           | 103    |
| 2.  | Vlag van België | André Vanderstappen | Olympic Charleroi | 65     |
| 3.  | Vlag van België | Denis Houf          | Standard Luik     | 42     |
| 4.  | Vlag van België | André Piters        | Standard Luik     | 37     |
| 5.  | Vlag van België | Rik Coppens         | R. Beerschot AC   | 31     |

1954 · 
1955 · 
1956 · 
1957 · 
1958 · 
1959 · 
1960 · 
1961 · 
1962 · 
1963 · 
1964 · 
1965 · 
1966 · 
1967 · 
1968 · 
1969 · 
1970 · 
1971 · 
1972 · 
1973 · 
1974 · 
1975 · 
1976 · 
1977 · 
1978 · 
1979 · 
1980 · 
1981 · 
1982 · 
1983 · 
1984 · 
1985 · 
1986 · 
1987 · 
1988 · 
1989 · 
1990 · 
1991 · 
1992 · 
1993 · 
1994 · 
1995 · 
1996 · 
1997 · 
1998 · 
1999 · 
2000 · 
2001 · 
2002 · 
2003 · 
2004 · 
2005 · 
2006 · 
2007 · 
2008 · 
2009 · 
2010 · 
2011 · 
2012 · 
2013 · 
2014 · 
2015 · 
2016 · 
2017 ·
2018 ·
2019 ·
2020 ·
2022 ·
2023 ·
2024